# Tarificación telefónica
Se denomina tarificación telefónica o tarifación telefónica a la operación por la cual se determina el costo de una comunicación de voz.
El proceso de tarifación es efectuado por sistemas informáticos que poseen complejas tablas de costos, utilizando la información provista por las centrales mediante las cuales se brinda el servicio.
Por lo general, la tarificación telefónica se divide en una parte de costos fijos (abonos del servicio) y una variable, dependiendo del consumo efectuado. Cuando no se cobra el componente variable se lo conoce como tarifa plana Las formas más comunes para la tarificación son por minuto consumido o el pulso telefónico.

## Sistemas de tarifación
Existen sistemas de tarifación mayorista, generalmente orientados a empresas proveedoras, preparados para procesar grandes volúmenes de información, y entregarla a los sistemas de facturación.
Existen también sistemas de tarifación minorista, orientados a empresas y particulares que desean efectuar mediciones para validar lo facturado por el proveedor, o para distribuir los costos dentro de su organización. Estos sistemas poseen información de la estructura, lo que permite al usuario obtener variados reportes. En la actualidad, procesan la información provista por la central privada (o PABX, por sus siglas en inglés) de acuerdo a la configuración efectuada por el usuario. Nuevas modalidades de estos sistemas son aplicables a servicios de VoIP y ToIP.
Hay algunas variantes de estos sistemas, por ejemplo para aplicación hotelera (determinando costos y precios de venta), y para su uso en locales de comunicación (también llamados locutorios).